# Francisca de Orleans
Francisca de Orleans (París, 25 de diciembre de 1902-París, 25 de febrero de 1953) fue «hija de Francia» por nacimiento y princesa de Grecia y Dinamarca por matrimonio. Fue madre del escritor Miguel de Grecia, descendiente directa del rey Luis Felipe I de Francia y miembro de la familia real griega.
Francisca de Orleans pasó su infancia y su adolescencia entre Francia y Marruecos, donde sus padres, el «duque» y la «duquesa de Guisa», se instalaron en 1910. En Larache y Maarif, llevó una vida bastante libre y participó frecuentemente en trabajos agrícolas hasta tal punto que, durante la Primera Guerra Mundial, ayudó a su madre a dirigir la explotación familiar debido a la ausencia de personal europeo. En 1921, hubo un proyecto matrimonial entre Francisca y el joven rey Alejandro I de Yugoslavia que no se llevó a cabo a pesar del apoyo oficial del gobierno francés.
En 1929 se casó con el príncipe Cristóbal de Grecia. Con él se instaló en Italia, donde la pareja llevó una vida ociosa hasta que se arruinó. Sin dinero, Francisca se vio en la obligación de pedir dinero a su padre y posar en fotos publicitarias, no sin escándalo. En 1940, el príncipe Cristóbal murió y Francisca decidió abandonar, junto a sus hijos, Italia y su régimen fascista. Tras pensar en instalarse en Grecia, resolvió volver a Marruecos, junto a sus padres. En el protectorado norteafricano intentó, como pudo, apoyar a los aliados. Tras la Segunda Guerra Mundial la princesa se instaló en España y, posteriormente, en París, donde murió de depresión en 1953.

## Familia

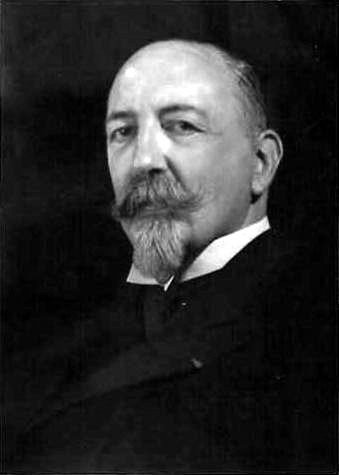
El príncipe Juan de Orleans, «duque de Guisa».

Francisca de Orleans era la segunda hija del Juan de Orleans, «duque de Guisa» y pretendiente orleanista al trono de Francia, y de su esposa, la princesa Isabel de Orleans. Por parte de ambos fue tataranieta de Luis Felipe I de Francia. Fue también hermana de Enrique de Orleans, «conde de París», también pretendiente al trono de Francia y tía del pretendiente Enrique de Orleans, «conde de París» y «duque de Francia». 
El 11 de febrero de 1929, Francisca se casó en Palermo con el príncipe Cristóbal de Grecia y de Dinamarca. Cristóbal, que ya había enviudado de Anastasia de Grecia, era el hijo menor de Jorge I de Grecia y su mujer la gran duquesa Olga Konstantínova Románova. Por parte de padre, era el nieto de Cristián IX de Dinamarca, apodado El abuelo de Europa, pues era primo o sobrino de muchos monarcas europeos. De esta unión, uno de los pocos matrimonios mixtos de la época, nació un único hijo, Miguel de Grecia, príncipe de Grecia y Dinamarca. Se casó con la artista griega Marina Karella. Esta unión, al no estar conforme a las leyes dinásticas, privó al príncipe de cualquier derecho sobre las coronas de Grecia y Dinamarca.

## Biografía

### Infancia en Marruecos
Francisca nació en París en 1902. En aquella época, su padre no era aún jefe de la casa de Orleans y, por ello, no se le aplicaba la ley de exilio votada por el parlamento francés en 1886. La princesa pasó sus primeros años en el palacio familiar de los Orleans en Nouvions-en-Thiérache. En 1909, los «duques de Guisa» decidieron irse a vivir a Marruecos como colonos. Una vez allí, compraron sin dificultad grandes extensiones de tierra a las autoridades de la zona. La familia se instaló en Larache y adoptó el seudónimo de Orliac, apellido del tambor mayor del duque de Aumale.

Mapa del Marruecos español.

En Marruecos, Francisca y su familia vivían en condiciones espartanas. Durante varios años, su casa no era más que una barraca de adobe cubierta de planchas onduladas. No sería hasta 1918 cuando esta modesta casa dejaría paso a una confortable villa con agua corriente. Antes de la instauración del protectorado francés, los «Guisa» vivían en una relativa inseguridad en Marruecos: en 1911, una gran revuelta bereber sacudió el país y decenas de europeos fueron masacrados mientras el sultán Abd al-Hafid estaba siendo asediado en Fez. Los padres de Francisca decidieron quedarse en Larache con sus hijos, pero, por precaución, los miembros de la familia dormían vestidos y con fusiles al alcance de la mano. En 1912, Francia y España se repartieron el país y la vivienda de los «Guisa» en Larache pasó a formar parte del protectorado español mientras que la explotación agrícola de Maarif quedó en la zona francesa.
Con la colonización, el día a día de Francisca y de su familia fue más fácil y los «Guisa» estrecharon lazos con el general francés Louis Hubert Lyautey así como con los administradores españoles en el Rif. Los niños llevaban una vida bastante libre en la plantación familiar, pero recibieron una educación muy estricta dirigida por la propia duquesa. Esta les enseñó inglés a sus hijos, ya que ella lo hablaba de forma fluida, pues había pasado su infancia exiliada en el Reino Unido donde también aprendió alemán de manos de una preceptora alsaciana y toscano, de una institutriz italiana. Los hijos empezaron a aprender español, que era la lengua de los colonos de la región, así como árabe gracias al contacto con los indígenas. Bajo las órdenes de su madre, Francisca, su hermano y sus hermanas debían hablar cada día una lengua diferente mientras jugaban.

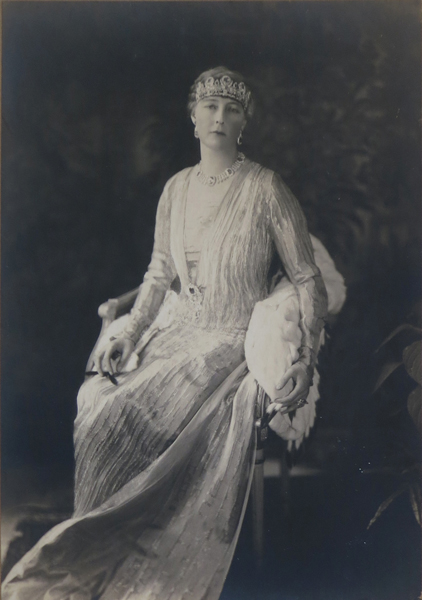
La «duquesa de Guisa» en 1935.

La familia nunca olvidó sus raíces francesas. Cada verano, los «Guisa» y su prole veraneaban en Francia y se instalaban en la casa de la duquesa de Chartres, el castillo de Vineuil-Saint-Firmin, así como en casa de la condesa de París, el castillo de Randan. A veces, «el duque y la duquesa» salían de Marruecos sin sus hijos para visitar a todos los parientes que tenían en Europa. En estos casos, los hijos se hacían cargo de la plantación familiar, por lo que se descuidaba su educación. No obstante, la princesa Francisca aprovechaba el tiempo libre para aprender a montar a caballo y se convirtió en una excelente amazona. Con el tiempo se convirtió en la única mujer a la que se le permitió entrenar en la Escuela Romana de Caballería de Tor di Quinto.

### De la Gran Guerra al exilio en Bruselas
La «duquesa de Guisa» y sus hijos estaban de vacaciones en Randan cuando estalló la Primera Guerra Mundial, el 28 de julio de 1914. Enseguida, la princesa y su prole se dieron prisa por reunirse con Juan de Orleans, que estaba en Larache. Sin embargo, apenas entraron en Marruecos, Francisca y su familia volvieron a la metrópolis donde el «duque de Guisa» intentó, sin éxito, entrar en el ejército francés. El presidente Raymond Poincaré desestimó su petición y, finalmente, entró en la Cruz Roja francesa. Su esposa y sus hijos cuidaban a los heridos en el castillo de Randan, convertido en un hospital militar.
Varios meses después, Francisca, su madre y sus hermanos volvieron a Marruecos, pero esta vez se instalaron en zona francesa. En aquel momento, los ejércitos españoles estacionados en el Rif eran bastante germanófilos y la familia prefirió escapar de la atmósfera antifrancesa que reinaba en la colonia. Durante cerca de cuatro años, los «Guisa» esperaron el final del conflicto y la vuelta del príncipe Juan, pero no permanecieron inactivos. La guerra había dejado a la plantación sin personal europeo, por lo que la «duquesa», ayudada por sus dos hijas mayores, Francisca e Isabel, tomó las riendas de los terrenos en suelo marroquí y la propia familia se ocupó de algunas tareas agrícolas.
Con el fin de la guerra, Juan regresó a Marruecos y los «Guisa» volvieron a vivir en Larache donde los trabajos ya habían terminado en la residencia familiar. Sin embargo, los «Guisa» siguieron realizando estancias de forma regular en Francia. En 1921, los «duques» y sus hijos mantuvieron una reunión secreta en Randan con el rey Alejandro I de Yugoslavia, que buscaba una esposa y deseaba casarse con Francisca. Sin embargo, y a pesar del apoyo del gobierno francés que veía con buenos ojos esta alianza, el proyecto matrimonial fue un fracaso y el soberano se casó finalmente con la princesa María de Rumanía.
Entre 1923 y 1927 se casaron las dos hermanas de la princesa Francisca, Isabel y Ana, y su hermano Enrique se fue de la residencia familiar para continuar con sus estudios. Mientras, el «duque de Guisa» se convirtió en el jefe de la casa de Orleans tras la muerte de su cuñado, el príncipe Felipe, en 1926. El nuevo pretendiente al trono francés decidió trasladarse de Marruecos a Bélgica para poder estar más fácilmente en contacto con las organizaciones monárquicas francesas. A pesar de todo, Francisca y sus padres siguieron residiendo cerca de la mitad del año en sus terrenos en Marruecos.

### Princesa de Grecia

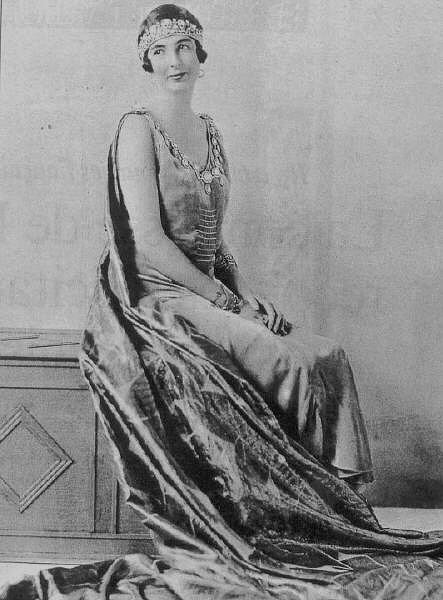
La princesa Francisca a principios de los años 1920.

Francisca estuvo soltera durante mucho tiempo hasta que conoció a su futuro esposo durante la boda de la princesa Mafalda de Saboya y el príncipe Felipe de Hesse-Kassel, en 1925, en el palacio Racconigi, cerca de Turín. No sería, sin embargo, hasta cuatro años más tarde, en 1929, cuando Cristóbal de Grecia y Francisca empezaron una relación. Fue en casa de una tía de Francisca, Elena de Orleans, donde los dos jóvenes pudieron empezar a conocerse realmente. El flechazo fue instantáneo y el príncipe heleno buscaba acercarse a la joven dama, a la que empezaba a cortejar. Tenía trece años más que ella y era viudo de una rica americana, Anastasia de Grecia, de la que heredó una gran parte de su fortuna. Vivió entre Roma y Palermo tras el desastre de la Guerra greco-turca, que supuso el exilio de la mayor parte de los miembros de la familia real griega. Corpulento y bastante calvo, el príncipe era un hombre seductor: su humor y sus dotes artísticas suplían las imperfecciones de su físico. Además, estaba envuelto en un aura de misterio que tenía relación con su gusto por las ciencias ocultas.
Algunas semanas después de estos hechos, que se desarrollaron en el palacio de Capodimonte, en Nápoles, Francisca y Cristóbal decidieron comprometerse. Sin embargo, sus diferentes confesiones supusieron un problema pues ella era hija del pretendiente orleanista al trono de Francisca y debía conseguir la autorización del Vaticano para casarse con un ortodoxo. El papado se opuso durante mucho tiempo al matrimonio y se produjeron duras negociaciones para conseguir llegar a un acuerdo. Finalmente, la pareja se casó en la capilla palatina del palacio medieval de Palermo, el día de la firma de los Pactos de Letrán. Los padrinos fueron sus primos el exrey Manuel de Portugal y el duque de Aosta y, por parte de Cristóbal, su sobrino, el rey Jorge II de Grecia y el príncipe de Piamonte. La ceremonia, a la que asistieron las casas de Orleans y Saboya y la rama helena de los Oldemburgo así como miembros de otras casas europeas como el príncipe Canuto de Dinamarca, se desarrolló en un enorme alborozo.

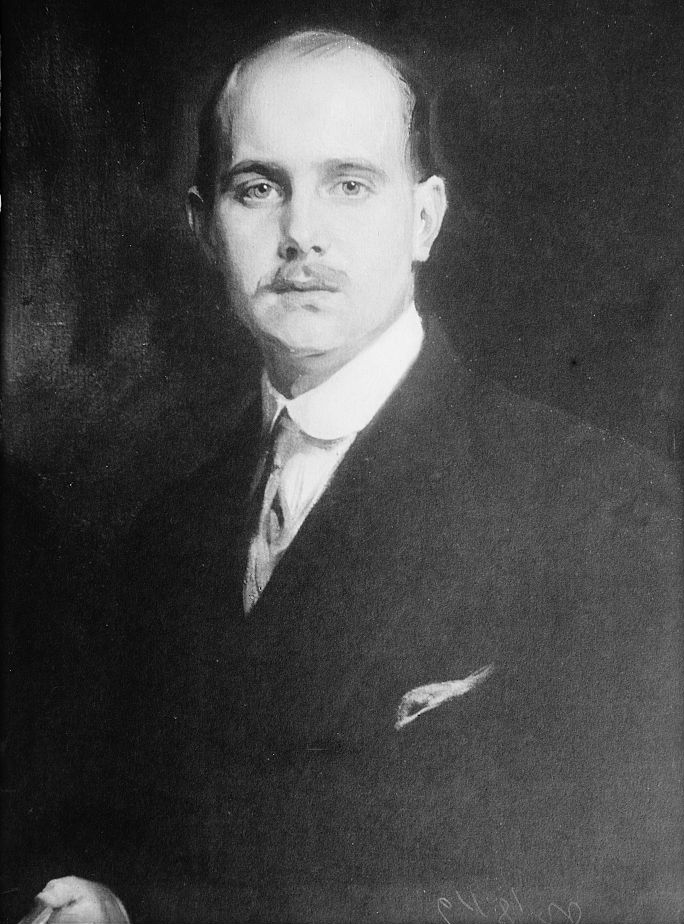
El príncipe Cristóbal de Grecia y Dinamarca.

Tras la boda la pareja fijó su residencia en Villa Anastasia, la residencia romana del príncipe Cristóbal. La pareja llevó una vida ociosa y casi carente de obligaciones oficiales. Solían recibir de visita a familia real italiana y, sobre todo, la rama de Aosta. Sin embargo, pronto empezaron a tener dificultades económicas: el administrador de la fortuna del príncipe se fugó con todo el dinero y dejó a la pareja en la ruina. Para sobrevivir la pareja decidió reducir considerablemente su estilo de vida, y abandonaron definitivamente Villa Anastasia para instalarse en el hotel Excelsior de Roma. Al no tener su marido ningún tipo de ingresos para sacar adelante a su familia, Francisca se vio obligada a pedir dinero a su padre e incluso llegó a trabajar como modelo de fotografía publicitaria, hecho este que supondría un verdadero escándalo en su círculo de conocidos.
Sin embargo, y a pesar de sus dificultades económicas, Cristóbal y Francisca hicieron todo lo posible por mantener su estatus. En noviembre de 1936 participaron, junto con los otros miembros de la familia real griega, en las ceremonias organizadas con motivo de la restauración de la monarquía en Grecia. Uno de los actos más importantes fue el entierro de las cenizas del rey Constantino I, su esposa Sofía de Prusia y su madre Olga Konstantínova Románova, reina de Grecia, fallecidos todos ellos durante el exilio en Italia, en el cementerio real de Tatoi por orden del rey Jorge II de Grecia. Algún tiempo después, en 1938, la pareja volvió a Grecia para la boda del futuro rey Pablo I de Grecia y de la princesa Federica de Hannover.
En 1939 nació, en la capital italiana, el único hijo de los príncipes Cristóbal y Francisca, el príncipe Miguel, príncipe de Grecia y Dinamarca. Poco después, a causa del inicio de la Segunda Guerra Mundial, el príncipe Cristóbal viajó a Atenas para entrevistarse con su sobrino el rey Jorge sobre los acontecimientos que sacudían entonces Europa. Durante este viaje el príncipe Cristóbal contrajo un absceso pulmonar que lo llevó a la tumba en unas semanas. Informada del estado de salud de su esposo, Francisca intentó llegar lo más rápido posible a Atenas, pero cuando solo pudo asistir, impotente, al entierro del príncipe en Tatoi, en compañía de su hermano, el «conde de París», y numerosos miembros de la familia real helena.

### Viudedad y exilio
Viuda y más arruinada que nunca, la princesa Francisca buscó nuevas formas de ganarse la vida. De paso por París vendió la casa Guillomet y los adornos de turquesas que recibió en herencia de su suegra, la reina Olga de Grecia, en el día de su boda con Cristóbal. Abiertamente contraria al régimen fascista italiano, la princesa decidió abandonar Italia y se instaló en Atenas con el fin de hacer de su hijo, el pequeño príncipe Miguel, un príncipe griego tal y como era el deseo de su esposo. Sin embargo, el rey Jorge II le advirtió de la inminente guerra con Italia y le recomendó que buscase un refugio más seguro. Francisca decidió regresar a Marruecos al amparo de su propia familia.

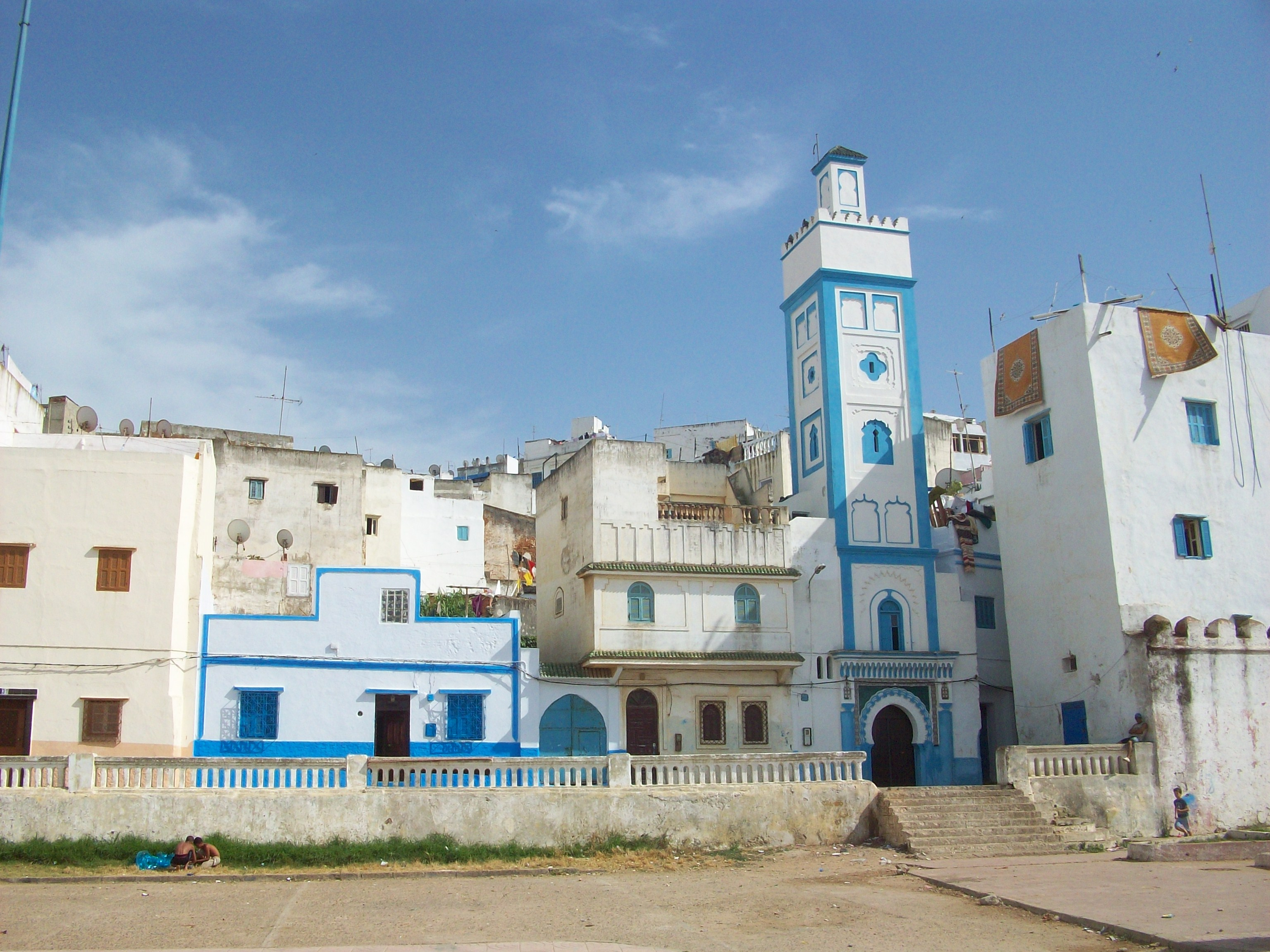
La medina de Larache.

En el palacio de Larache, Francisca se reencontró con su familia. Allí estaban presentes sus padres y su hermana Isabel, condesa de Harcourt, con sus hijos, también refugiados de la guerra, a los que se unieron posteriormente el «conde de París» y su familia. Pero apenas llegó al protectorado español, una nueva desgracia sacudió la vida de Francisca y los Orleáns: apesadumbrado por la derrota francesa ante la Alemania nazi, el padre de la princesa, Juan de Orleáns, «duque de Guisa», falleció el 25 de agosto de 1940.
La suerte de Francia se convirtió en una de las preocupaciones principales de la princesa. Mientras que la mayoría de los miembros de la familia Orleans depositaba su confianza en el mariscal Pétain, Francisca se decantaba por el general Charles de Gaulle como el único capaz de salvar el país. Hay que afirmar que Francisca era una antifascista convencida tras su estancia en la Italia de Mussolini y que no confiaba nada en el régimen de Vichy. Esta división en el seno de la familia se hizo gradualmente más patente, hasta el punto de que Francisca y su hijo abandonaron Larache y se instalaron en Tánger. Ante la ruina económica en la que se encontraba, y tras fallidos intentos de llegar a Inglaterra, la princesa Francisca se reconcilió con su familia y volvió a la casa de su madre en Larache.
En el otoño de 1944 la «duquesa viuda de Guisa» comunicó a sus hijos que sus ingresos no le permitían darles cobijo a todos, por lo que debían abandonar el palacio de Larache. La princesa Francisca de Orleans decidió instalarse en el hotel Miramar de Málaga. La vida bajo el régimen del general Franco no era boyante, pero las finanzas de la princesa se vieron fortalecidas tras la guerra. Recibió la parte de la herencia de su padre que le correspondía y liquidó las últimas propiedades de su marido en Palermo y Roma.

### Vuelta a Francia

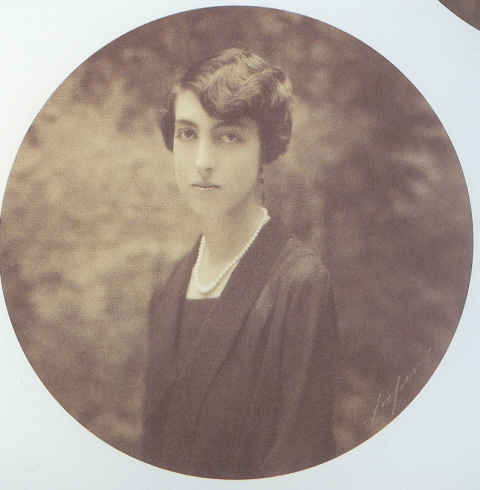
Isabel de Orleans, la hermana preferida de la princesa Francisca.

En 1948, la princesa Francisca abandonó Andalucía. Como no podía ir a Grecia a causa de la guerra civil que sufría en aquel entonces el país y el gobierno británico le había denegado el permiso de residencia en el Reino Unido, tanto ella como su hijo Miguel se instalaron en París, donde fueron recibidos por su hermana Isabel de Orleáns y su segundo marido, el príncipe Pierre Murat. En su residencia francesa, la princesa se encerró en sí misma y limitó al mínimo sus contactos con el exterior, siendo escasas sus apariciones públicas. Poco a poco se sumió en un estado depresivo hasta su muerte, que le sobrevino en 1953.
Los funerales por Francisca de Orleans, princesa de Francia, Grecia y Dinamarca, se celebraron en la capilla real de Dreux, en presencia de numerosos miembros de familias reales europeas (Braganza, Karađorđević, Saboya, Orleans y Oldemburgo), aunque su cuerpo reposa en el cementerio real de Tatoi, cerca de Atenas, junto a su esposo. El príncipe Miguel de Grecia, huérfano con tan solo 14 años, pasó a vivir bajo la tutela de su tío Enrique de Orleáns, «conde de París».

## Ancestros
| \| \| \| \| \| \| \| \| \| \| \| \| \| \| \| \| \| \| \| \| 16. Luis Felipe I de Francia \| \| \| \| \| \| \| \| \| \| \| \| \| \| \| \| \| \| \| \| \| \| \| \| \| \| \| \| \| \| \| \| \| \| \| \| \| \| \| \| \| \| \| \| \| \| \| \| \| \| \| \| \| \| 8. Fernando Felipe de Orleans \| \| \| \| \| \| \| \| \| \| \| \| \| \| \| \| \| \| \| \| \| \| \| \| \| \| \| \| \| \| \| \| \| \| \| \| \| \| \| \| \| \| \| \| \| \| \| \| \| \| \| \| \| \| 17. María Amalia de Borbón-Dos Sicilias \| \| \| \| \| \| \| \| \| \| \| \| \| \| \| \| \| \| \| \| \| \| \| \| \| \| \| \| \| \| \| \| \| \| \| \| \| \| \| \| \| \| \| \| \| \| \| \| \| \| \| \| \| \| 4. Roberto de Orleans \| \| \| \| \| \| \| \| \| \| \| \| \| \| \| \| \| \| \| \| \| \| \| \| \| \| \| \| \| \| \| \| \| \| \| \| \| \| \| \| \| \| \| \| \| \| \| \| \| \| \| \| \| \| 18. Federico Luis de Mecklemburgo-Schwerin \| \| \| \| \| \| \| \| \| \| \| \| \| \| \| \| \| \| \| \| \| \| \| \| \| \| \| \| \| \| \| \| \| \| \| \| \| \| \| \| \| \| \| \| \| \| \| \| \| \| \| \| \| \| 9. Elena de Mecklemburgo-Schwerin \| \| \| \| \| \| \| \| \| \| \| \| \| \| \| \| \| \| \| \| \| \| \| \| \| \| \| \| \| \| \| \| \| \| \| \| \| \| \| \| \| \| \| \| \| \| \| \| \| \| \| \| \| \| 19. Carolina Luisa de Sajonia-Weimar-Eisenach \| \| \| \| \| \| \| \| \| \| \| \| \| \| \| \| \| \| \| \| \| \| \| \| \| \| \| \| \| \| \| \| \| \| \| \| \| \| \| \| \| \| \| \| \| \| \| \| \| \| \| \| \| \| 2. Juan de Orleans \| \| \| \| \| \| \| \| \| \| \| \| \| \| \| \| \| \| \| \| \| \| \| \| \| \| \| \| \| \| \| \| \| \| \| \| \| \| \| \| \| \| \| \| \| \| \| \| \| \| \| \| \| \| 20. Luis Felipe I de Francia (= 16) \| \| \| \| \| \| \| \| \| \| \| \| \| \| \| \| \| \| \| \| \| \| \| \| \| \| \| \| \| \| \| \| \| \| \| \| \| \| \| \| \| \| \| \| \| \| \| \| \| \| \| \| \| \| 10. Francisco de Orleans, Príncipe de Joinville \| \| \| \| \| \| \| \| \| \| \| \| \| \| \| \| \| \| \| \| \| \| \| \| \| \| \| \| \| \| \| \| \| \| \| \| \| \| \| \| \| \| \| \| \| \| \| \| \| \| \| \| \| \| 21. María Amalia de Borbón-Dos Sicilias (= 17) \| \| \| \| \| \| \| \| \| \| \| \| \| \| \| \| \| \| \| \| \| \| \| \| \| \| \| \| \| \| \| \| \| \| \| \| \| \| \| \| \| \| \| \| \| \| \| \| \| \| \| \| \| \| 5. Francisca de Orleans \| \| \| \| \| \| \| \| \| \| \| \| \| \| \| \| \| \| \| \| \| \| \| \| \| \| \| \| \| \| \| \| \| \| \| \| \| \| \| \| \| \| \| \| \| \| \| \| \| \| \| \| \| \| 22. Pedro I de Brasil y IV de Portugal \| \| \| \| \| \| \| \| \| \| \| \| \| \| \| \| \| \| \| \| \| \| \| \| \| \| \| \| \| \| \| \| \| \| \| \| \| \| \| \| \| \| \| \| \| \| \| \| \| \| \| \| \| \| 11. Francisca de Braganza \| \| \| \| \| \| \| \| \| \| \| \| \| \| \| \| \| \| \| \| \| \| \| \| \| \| \| \| \| \| \| \| \| \| \| \| \| \| \| \| \| \| \| \| \| \| \| \| \| \| \| \| \| \| 23. María Leopoldina de Austria \| \| \| \| \| \| \| \| \| \| \| \| \| \| \| \| \| \| \| \| \| \| \| \| \| \| \| \| \| \| \| \| \| \| \| \| \| \| \| \| \| \| \| \| \| \| \| \| \| \| \| \| \| \| 1. Francisca de Orleans \| \| \| \| \| \| \| \| \| \| \| \| \| \| \| \| \| \| \| \| \| \| \| \| \| \| \| \| \| \| \| \| \| \| \| \| \| \| \| \| \| \| \| \| \| \| \| \| \| \| \| \| \| \| 24. Luis Felipe I de Francia (= 16) \| \| \| \| \| \| \| \| \| \| \| \| \| \| \| \| \| \| \| \| \| \| \| \| \| \| \| \| \| \| \| \| \| \| \| \| \| \| \| \| \| \| \| \| \| \| \| \| \| \| \| \| \| \| 12. Fernando Felipe de Orleans (= 8) \| \| \| \| \| \| \| \| \| \| \| \| \| \| \| \| \| \| \| \| \| \| \| \| \| \| \| \| \| \| \| \| \| \| \| \| \| \| \| \| \| \| \| \| \| \| \| \| \| \| \| \| \| \| 25. María Amalia de Borbón-Dos Sicilias (= 17) \| \| \| \| \| \| \| \| \| \| \| \| \| \| \| \| \| \| \| \| \| \| \| \| \| \| \| \| \| \| \| \| \| \| \| \| \| \| \| \| \| \| \| \| \| \| \| \| \| \| \| \| \| \| 6. Felipe de Orleans \| \| \| \| \| \| \| \| \| \| \| \| \| \| \| \| \| \| \| \| \| \| \| \| \| \| \| \| \| \| \| \| \| \| \| \| \| \| \| \| \| \| \| \| \| \| \| \| \| \| \| \| \| \| 26. Federico de Mecklemburgo-Schwerin (= 18) \| \| \| \| \| \| \| \| \| \| \| \| \| \| \| \| \| \| \| \| \| \| \| \| \| \| \| \| \| \| \| \| \| \| \| \| \| \| \| \| \| \| \| \| \| \| \| \| \| \| \| \| \| \| 13. Elena de Mecklemburgo-Schwerin (= 9) \| \| \| \| \| \| \| \| \| \| \| \| \| \| \| \| \| \| \| \| \| \| \| \| \| \| \| \| \| \| \| \| \| \| \| \| \| \| \| \| \| \| \| \| \| \| \| \| \| \| \| \| \| \| 27. Carolina Luisa de Sajonia-Weimar-Eisenach (= 19) \| \| \| \| \| \| \| \| \| \| \| \| \| \| \| \| \| \| \| \| \| \| \| \| \| \| \| \| \| \| \| \| \| \| \| \| \| \| \| \| \| \| \| \| \| \| \| \| \| \| \| \| \| \| 3. Isabel de Orleans \| \| \| \| \| \| \| \| \| \| \| \| \| \| \| \| \| \| \| \| \| \| \| \| \| \| \| \| \| \| \| \| \| \| \| \| \| \| \| \| \| \| \| \| \| \| \| \| \| \| \| \| \| \| 28. Luis Felipe I de Francia (= 16) \| \| \| \| \| \| \| \| \| \| \| \| \| \| \| \| \| \| \| \| \| \| \| \| \| \| \| \| \| \| \| \| \| \| \| \| \| \| \| \| \| \| \| \| \| \| \| \| \| \| \| \| \| \| 14. Antonio de Orleans \| \| \| \| \| \| \| \| \| \| \| \| \| \| \| \| \| \| \| \| \| \| \| \| \| \| \| \| \| \| \| \| \| \| \| \| \| \| \| \| \| \| \| \| \| \| \| \| \| \| \| \| \| \| 29. María Amalia de Borbón-Dos Sicilias (= 17) \| \| \| \| \| \| \| \| \| \| \| \| \| \| \| \| \| \| \| \| \| \| \| \| \| \| \| \| \| \| \| \| \| \| \| \| \| \| \| \| \| \| \| \| \| \| \| \| \| \| \| \| \| \| 7. María Isabel de Orleans \| \| \| \| \| \| \| \| \| \| \| \| \| \| \| \| \| \| \| \| \| \| \| \| \| \| \| \| \| \| \| \| \| \| \| \| \| \| \| \| \| \| \| \| \| \| \| \| \| \| \| \| \| \| 30. Fernando VII de España \| \| \| \| \| \| \| \| \| \| \| \| \| \| \| \| \| \| \| \| \| \| \| \| \| \| \| \| \| \| \| \| \| \| \| \| \| \| \| \| \| \| \| \| \| \| \| \| \| \| \| \| \| \| 15. Luisa Fernanda de Borbón \| \| \| \| \| \| \| \| \| \| \| \| \| \| \| \| \| \| \| \| \| \| \| \| \| \| \| \| \| \| \| \| \| \| \| \| \| \| \| \| \| \| \| \| \| \| \| \| \| \| \| \| \| \| 31. María Cristina de Borbón-Dos Sicilias \| \| \| \| \| \| \| \| \| \| \| \| \| \| \| \| \| \| \| \| \| \| \| \| \| \| \| \| \| \| \| \| \| \| \| \| \| \| \| \| \| \| \| \| \| \| \| \| \| \| \| \| |                                                      |  |  |  |  |  |  |  |  |  |  |  |  |  |  |  |
| |                                                      |  |  |  |  |  |  |  |  |  |  |  |  |  |  |  |
| | 16. Luis Felipe I de Francia                         |  |  |  |  |  |  |  |  |  |  |  |  |  |  |  |
| |                                                      |  |  |  |  |  |  |  |  |  |  |  |  |  |  |  |
| |                                                      |  |  |  |  |  |  |  |  |  |  |  |  |  |  |  |
| | 8. Fernando Felipe de Orleans                        |  |  |  |  |  |  |  |  |  |  |  |  |  |  |  |
| |                                                      |  |  |  |  |  |  |  |  |  |  |  |  |  |  |  |
| |                                                      |  |  |  |  |  |  |  |  |  |  |  |  |  |  |  |
| | 17. María Amalia de Borbón-Dos Sicilias              |  |  |  |  |  |  |  |  |  |  |  |  |  |  |  |
| |                                                      |  |  |  |  |  |  |  |  |  |  |  |  |  |  |  |
| |                                                      |  |  |  |  |  |  |  |  |  |  |  |  |  |  |  |
| | 4. Roberto de Orleans                                |  |  |  |  |  |  |  |  |  |  |  |  |  |  |  |
| |                                                      |  |  |  |  |  |  |  |  |  |  |  |  |  |  |  |
| |                                                      |  |  |  |  |  |  |  |  |  |  |  |  |  |  |  |
| | 18. Federico Luis de Mecklemburgo-Schwerin           |  |  |  |  |  |  |  |  |  |  |  |  |  |  |  |
| |                                                      |  |  |  |  |  |  |  |  |  |  |  |  |  |  |  |
| |                                                      |  |  |  |  |  |  |  |  |  |  |  |  |  |  |  |
| | 9. Elena de Mecklemburgo-Schwerin                    |  |  |  |  |  |  |  |  |  |  |  |  |  |  |  |
| |                                                      |  |  |  |  |  |  |  |  |  |  |  |  |  |  |  |
| |                                                      |  |  |  |  |  |  |  |  |  |  |  |  |  |  |  |
| | 19. Carolina Luisa de Sajonia-Weimar-Eisenach        |  |  |  |  |  |  |  |  |  |  |  |  |  |  |  |
| |                                                      |  |  |  |  |  |  |  |  |  |  |  |  |  |  |  |
| |                                                      |  |  |  |  |  |  |  |  |  |  |  |  |  |  |  |
| | 2. Juan de Orleans                                   |  |  |  |  |  |  |  |  |  |  |  |  |  |  |  |
| |                                                      |  |  |  |  |  |  |  |  |  |  |  |  |  |  |  |
| |                                                      |  |  |  |  |  |  |  |  |  |  |  |  |  |  |  |
| | 20. Luis Felipe I de Francia (= 16)                  |  |  |  |  |  |  |  |  |  |  |  |  |  |  |  |
| |                                                      |  |  |  |  |  |  |  |  |  |  |  |  |  |  |  |
| |                                                      |  |  |  |  |  |  |  |  |  |  |  |  |  |  |  |
| | 10. Francisco de Orleans, Príncipe de Joinville      |  |  |  |  |  |  |  |  |  |  |  |  |  |  |  |
| |                                                      |  |  |  |  |  |  |  |  |  |  |  |  |  |  |  |
| |                                                      |  |  |  |  |  |  |  |  |  |  |  |  |  |  |  |
| | 21. María Amalia de Borbón-Dos Sicilias (= 17)       |  |  |  |  |  |  |  |  |  |  |  |  |  |  |  |
| |                                                      |  |  |  |  |  |  |  |  |  |  |  |  |  |  |  |
| |                                                      |  |  |  |  |  |  |  |  |  |  |  |  |  |  |  |
| | 5. Francisca de Orleans                              |  |  |  |  |  |  |  |  |  |  |  |  |  |  |  |
| |                                                      |  |  |  |  |  |  |  |  |  |  |  |  |  |  |  |
| |                                                      |  |  |  |  |  |  |  |  |  |  |  |  |  |  |  |
| | 22. Pedro I de Brasil y IV de Portugal               |  |  |  |  |  |  |  |  |  |  |  |  |  |  |  |
| |                                                      |  |  |  |  |  |  |  |  |  |  |  |  |  |  |  |
| |                                                      |  |  |  |  |  |  |  |  |  |  |  |  |  |  |  |
| | 11. Francisca de Braganza                            |  |  |  |  |  |  |  |  |  |  |  |  |  |  |  |
| |                                                      |  |  |  |  |  |  |  |  |  |  |  |  |  |  |  |
| |                                                      |  |  |  |  |  |  |  |  |  |  |  |  |  |  |  |
| | 23. María Leopoldina de Austria                      |  |  |  |  |  |  |  |  |  |  |  |  |  |  |  |
| |                                                      |  |  |  |  |  |  |  |  |  |  |  |  |  |  |  |
| |                                                      |  |  |  |  |  |  |  |  |  |  |  |  |  |  |  |
| | 1. Francisca de Orleans                              |  |  |  |  |  |  |  |  |  |  |  |  |  |  |  |
| |                                                      |  |  |  |  |  |  |  |  |  |  |  |  |  |  |  |
| |                                                      |  |  |  |  |  |  |  |  |  |  |  |  |  |  |  |
| | 24. Luis Felipe I de Francia (= 16)                  |  |  |  |  |  |  |  |  |  |  |  |  |  |  |  |
| |                                                      |  |  |  |  |  |  |  |  |  |  |  |  |  |  |  |
| |                                                      |  |  |  |  |  |  |  |  |  |  |  |  |  |  |  |
| | 12. Fernando Felipe de Orleans (= 8)                 |  |  |  |  |  |  |  |  |  |  |  |  |  |  |  |
| |                                                      |  |  |  |  |  |  |  |  |  |  |  |  |  |  |  |
| |                                                      |  |  |  |  |  |  |  |  |  |  |  |  |  |  |  |
| | 25. María Amalia de Borbón-Dos Sicilias (= 17)       |  |  |  |  |  |  |  |  |  |  |  |  |  |  |  |
| |                                                      |  |  |  |  |  |  |  |  |  |  |  |  |  |  |  |
| |                                                      |  |  |  |  |  |  |  |  |  |  |  |  |  |  |  |
| | 6. Felipe de Orleans                                 |  |  |  |  |  |  |  |  |  |  |  |  |  |  |  |
| |                                                      |  |  |  |  |  |  |  |  |  |  |  |  |  |  |  |
| |                                                      |  |  |  |  |  |  |  |  |  |  |  |  |  |  |  |
| | 26. Federico de Mecklemburgo-Schwerin (= 18)         |  |  |  |  |  |  |  |  |  |  |  |  |  |  |  |
| |                                                      |  |  |  |  |  |  |  |  |  |  |  |  |  |  |  |
| |                                                      |  |  |  |  |  |  |  |  |  |  |  |  |  |  |  |
| | 13. Elena de Mecklemburgo-Schwerin (= 9)             |  |  |  |  |  |  |  |  |  |  |  |  |  |  |  |
| |                                                      |  |  |  |  |  |  |  |  |  |  |  |  |  |  |  |
| |                                                      |  |  |  |  |  |  |  |  |  |  |  |  |  |  |  |
| | 27. Carolina Luisa de Sajonia-Weimar-Eisenach (= 19) |  |  |  |  |  |  |  |  |  |  |  |  |  |  |  |
| |                                                      |  |  |  |  |  |  |  |  |  |  |  |  |  |  |  |
| |                                                      |  |  |  |  |  |  |  |  |  |  |  |  |  |  |  |
| | 3. Isabel de Orleans                                 |  |  |  |  |  |  |  |  |  |  |  |  |  |  |  |
| |                                                      |  |  |  |  |  |  |  |  |  |  |  |  |  |  |  |
| |                                                      |  |  |  |  |  |  |  |  |  |  |  |  |  |  |  |
| | 28. Luis Felipe I de Francia (= 16)                  |  |  |  |  |  |  |  |  |  |  |  |  |  |  |  |
| |                                                      |  |  |  |  |  |  |  |  |  |  |  |  |  |  |  |
| |                                                      |  |  |  |  |  |  |  |  |  |  |  |  |  |  |  |
| | 14. Antonio de Orleans                               |  |  |  |  |  |  |  |  |  |  |  |  |  |  |  |
| |                                                      |  |  |  |  |  |  |  |  |  |  |  |  |  |  |  |
| |                                                      |  |  |  |  |  |  |  |  |  |  |  |  |  |  |  |
| | 29. María Amalia de Borbón-Dos Sicilias (= 17)       |  |  |  |  |  |  |  |  |  |  |  |  |  |  |  |
| |                                                      |  |  |  |  |  |  |  |  |  |  |  |  |  |  |  |
| |                                                      |  |  |  |  |  |  |  |  |  |  |  |  |  |  |  |
| | 7. María Isabel de Orleans                           |  |  |  |  |  |  |  |  |  |  |  |  |  |  |  |
| |                                                      |  |  |  |  |  |  |  |  |  |  |  |  |  |  |  |
| |                                                      |  |  |  |  |  |  |  |  |  |  |  |  |  |  |  |
| | 30. Fernando VII de España                           |  |  |  |  |  |  |  |  |  |  |  |  |  |  |  |
| |                                                      |  |  |  |  |  |  |  |  |  |  |  |  |  |  |  |
| |                                                      |  |  |  |  |  |  |  |  |  |  |  |  |  |  |  |
| | 15. Luisa Fernanda de Borbón                         |  |  |  |  |  |  |  |  |  |  |  |  |  |  |  |
| |                                                      |  |  |  |  |  |  |  |  |  |  |  |  |  |  |  |
| |                                                      |  |  |  |  |  |  |  |  |  |  |  |  |  |  |  |
| | 31. María Cristina de Borbón-Dos Sicilias            |  |  |  |  |  |  |  |  |  |  |  |  |  |  |  |
| |                                                      |  |  |  |  |  |  |  |  |  |  |  |  |  |  |  |
| |                                                      |  |  |  |  |  |  |  |  |  |  |  |  |  |  |  |